# 性積極運動

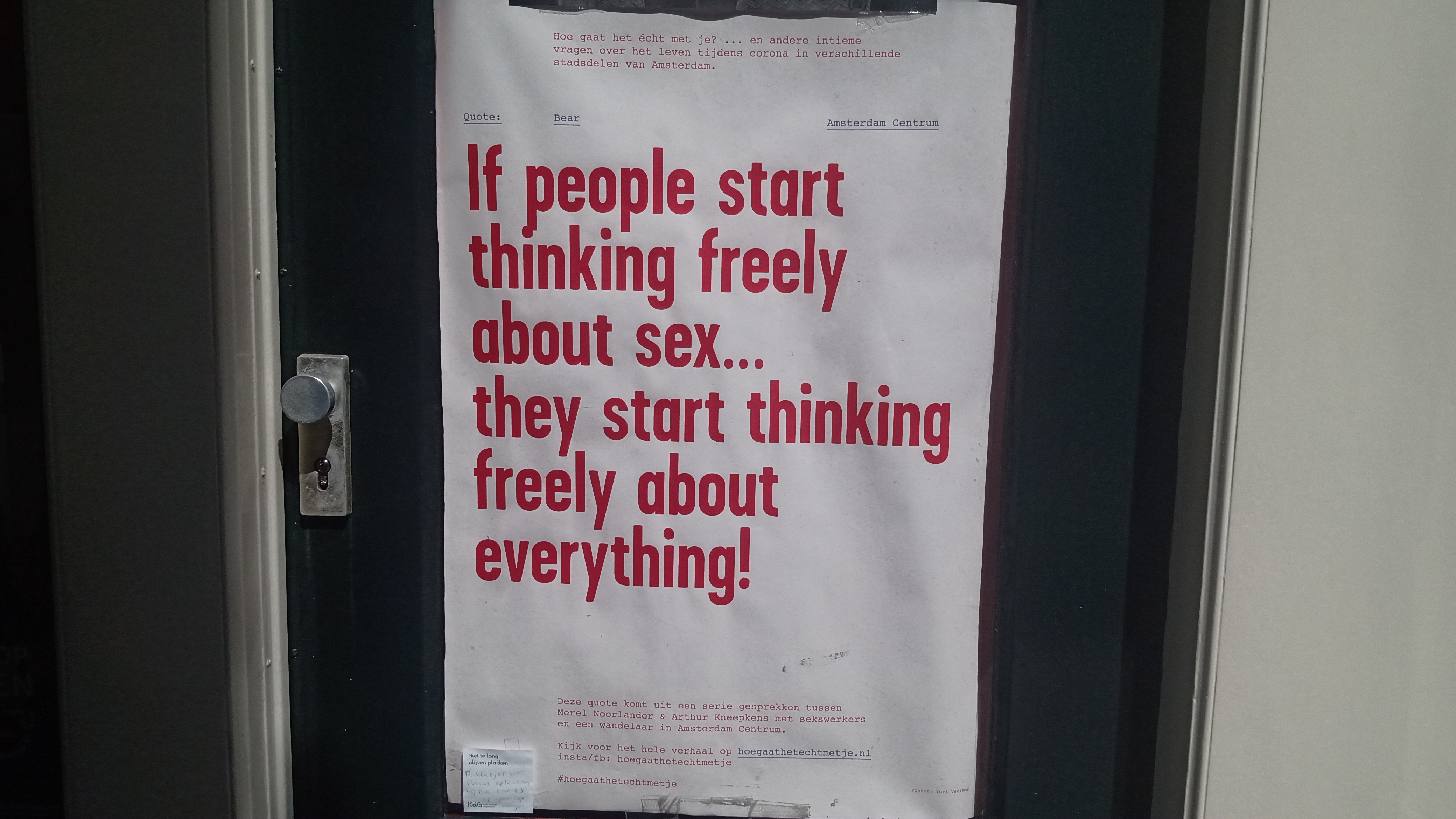
「如果人們開始自由的思考性……他們將開始自由的思考一切事物！」

性積極運動是一場社會和哲學運動，旨在改變圍繞性的文化態度和規範，促進承認性（在無數的表達形式中）是人類經驗中自然而健康的組成部分，並強調個人主權、更安全的性行為和自願性行為（無暴力或脅迫）的重要性。該運動根基於「性是人類經驗的重要組成部分，且值得尊重」的想法。 雖然該術語的定義在運動參與者之間有很大差異，但其核心概念是「對各種性取向、興趣（或缺乏興趣）、身份認同和表達的開放」。 性積極運動也倡導全面的性教育和安全性行為。 該運動通常不對各類性活動進行道德區分，並將這些選擇視為出於個人偏好。

## 參閱
- 人類性行為
- 性積極女性主義
- 指責受害人
- 性革命
- 自由戀愛主義
- 自尊